# Mewa pręgosterna
Mewa pręgosterna (Larus belcheri) – gatunek dużego ptaka z rodziny mewowatych (Laridae). Występuje u wybrzeży zachodniej Ameryki Południowej. Nie jest zagrożona wyginięciem. Nie wyróżnia się podgatunków.

## Występowanie
Występuje u wybrzeży zachodniej Ameryki Południowej, w Chile, Ekwadorze i Peru. Nie wędruje, okazjonalnie zalatuje na północ np. do Panamy.

## Morfologia

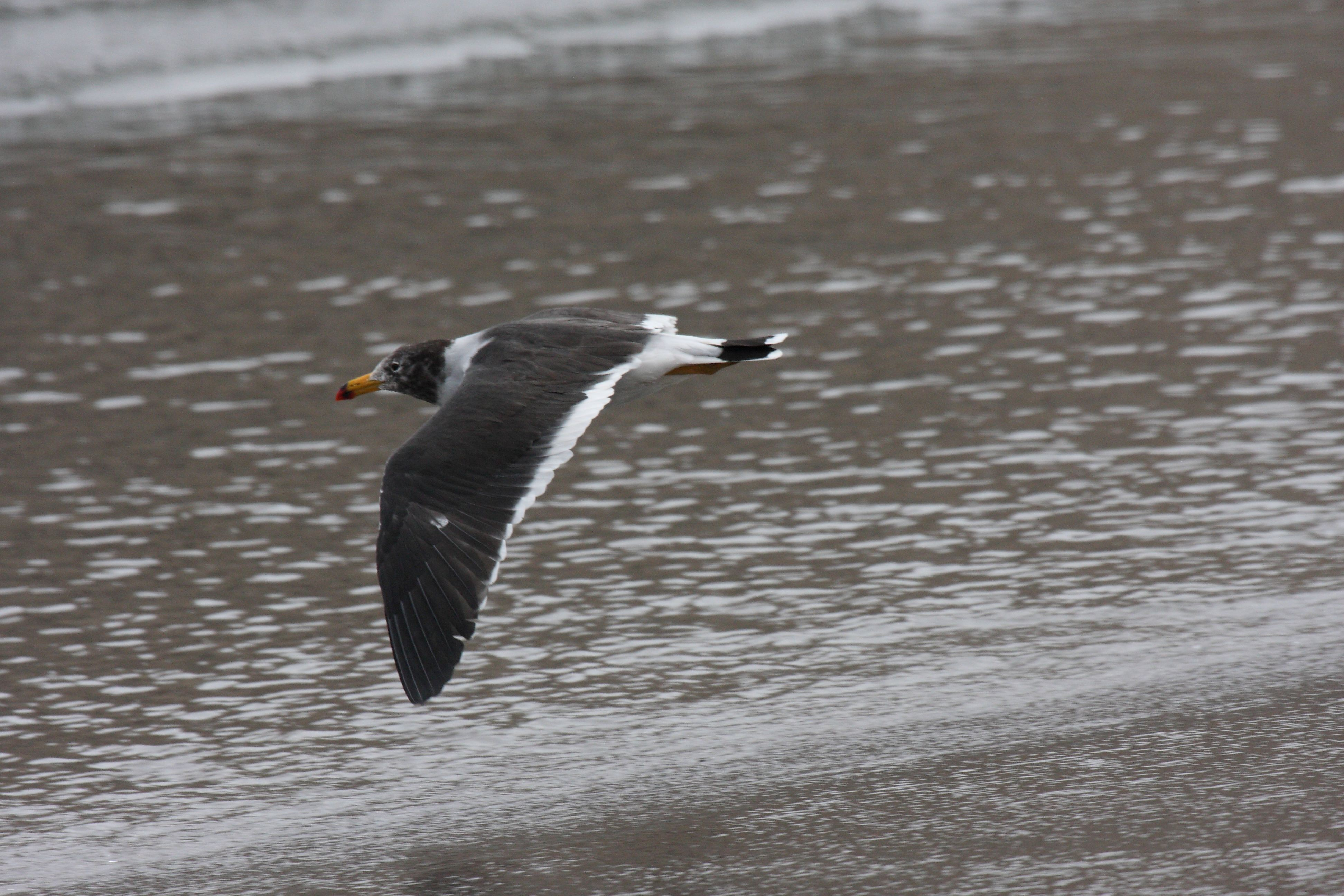
Ptak w szacie spoczynkowej w locie

Dużej wielkości ptak osiągający długość do 52 cm, rozpiętość skrzydeł do 121 cm. Pokrojem i upierzeniem podobna do blisko spokrewnionej mewy południowej, lecz jest przede wszystkim mniejsza. Ptak młodociany mewy południowej ma głowę podobnego koloru co ciało, natomiast młody osobnik mewy pręgosternej ma głowę ciemną.
Głowa, szyja i spodnia część ciała w szacie godowej białe. Plecy i skrzydła ciemne. Na dziobie czarna przepaska oraz czerwona plamka. W locie widoczna jest czarna końcówka ogona. Żółte nogi. Brak dymorfizmu płciowego. W szacie spoczynkowej czarna głowa. U młodych ptaków na brunatnych skrzydłach ciemniejsze przepasania oraz brunatna głowa.

## Ekologia i zachowanie

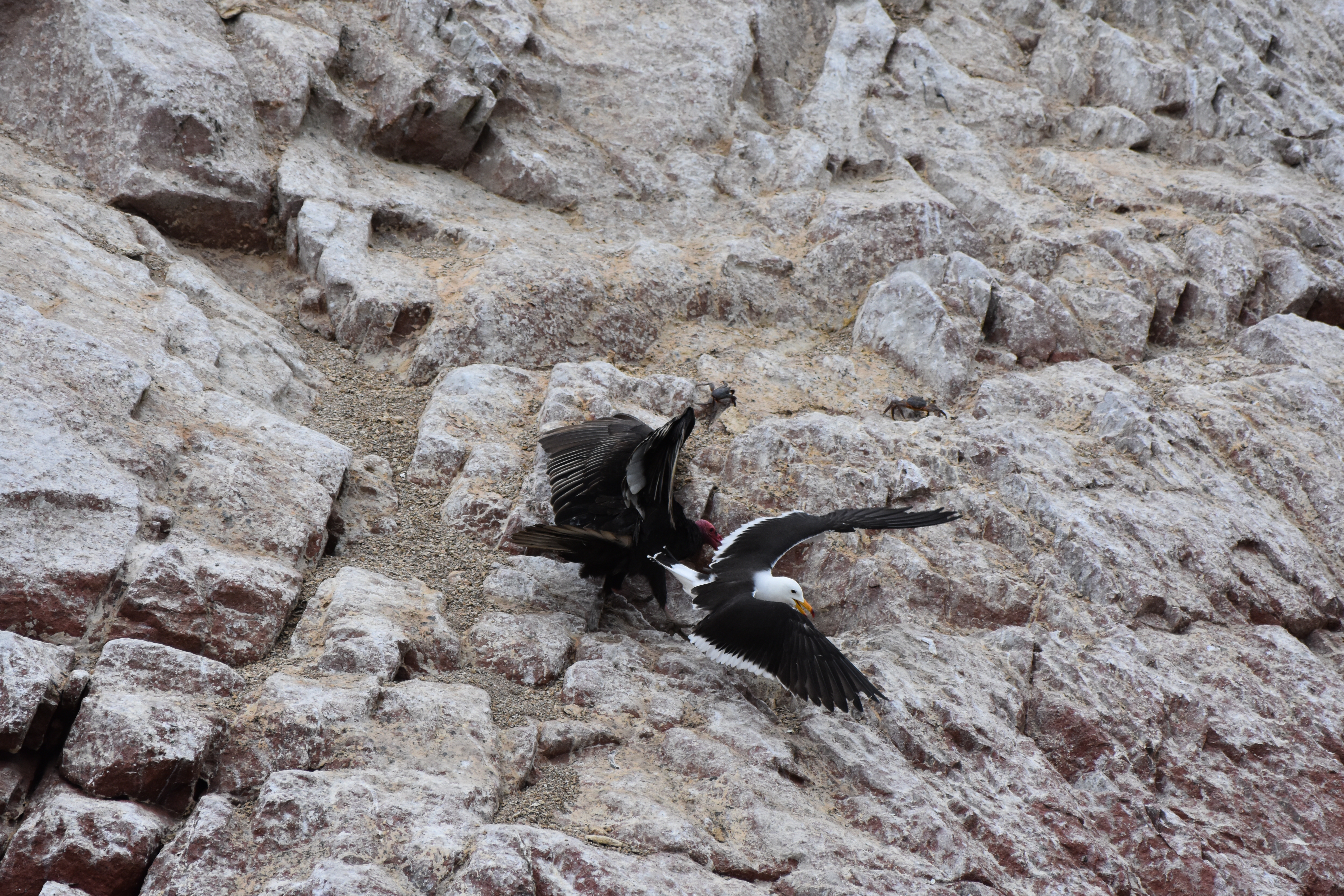
Mewa pręgosterna zaatakowana przez sępnika różowogłowego

Mewy pręgosterne żyją na otwartym oceanie, w zatokach, dopływach rzek. Są uzależnione od prądu Humboldta i efektu El Niño, choć wolą przebywać blisko brzegu.
Gatunek wszystkożerny, preferuje padlinę, ryby, mięczaki i skorupiaki, chętnie też kradną pisklęta innych ptaków morskich oraz odpady. Wyrywają także pożywienie innym ptakom.
Ptaki te preferują gniazdować samotnie, na plażach i w zatokach często gniazduje do 100 par. Jedynym wyjątkiem jest kolonia na wyspie San Gallán, licząca tysiące osobników. Gniazdo to płytki dołek w glebie, wyścielony mchem lub innym materiałem roślinnym, w którym samica składa od 1 do 3 oliwkowych jaj z brązowym plamkowaniem. Oboje rodzice opiekują się wylęgiem.

## Status
Międzynarodowa Unia Ochrony Przyrody (IUCN) uznaje mewę pręgosterną za gatunek najmniejszej troski (LC, Least Concern). Liczebność światowej populacji, według szacunków, mieści się w przedziale 1000 – 10 000 osobników, a jej trend uznaje się za rosnący. Wcześniej gatunkowi zagrażali ludzie, którzy zbierali odchody ptaków jako nawóz dla roślin, znany jako guano, przez co niepotrzebnie płoszono ptaki.